# ピーター・オリバー (画家)

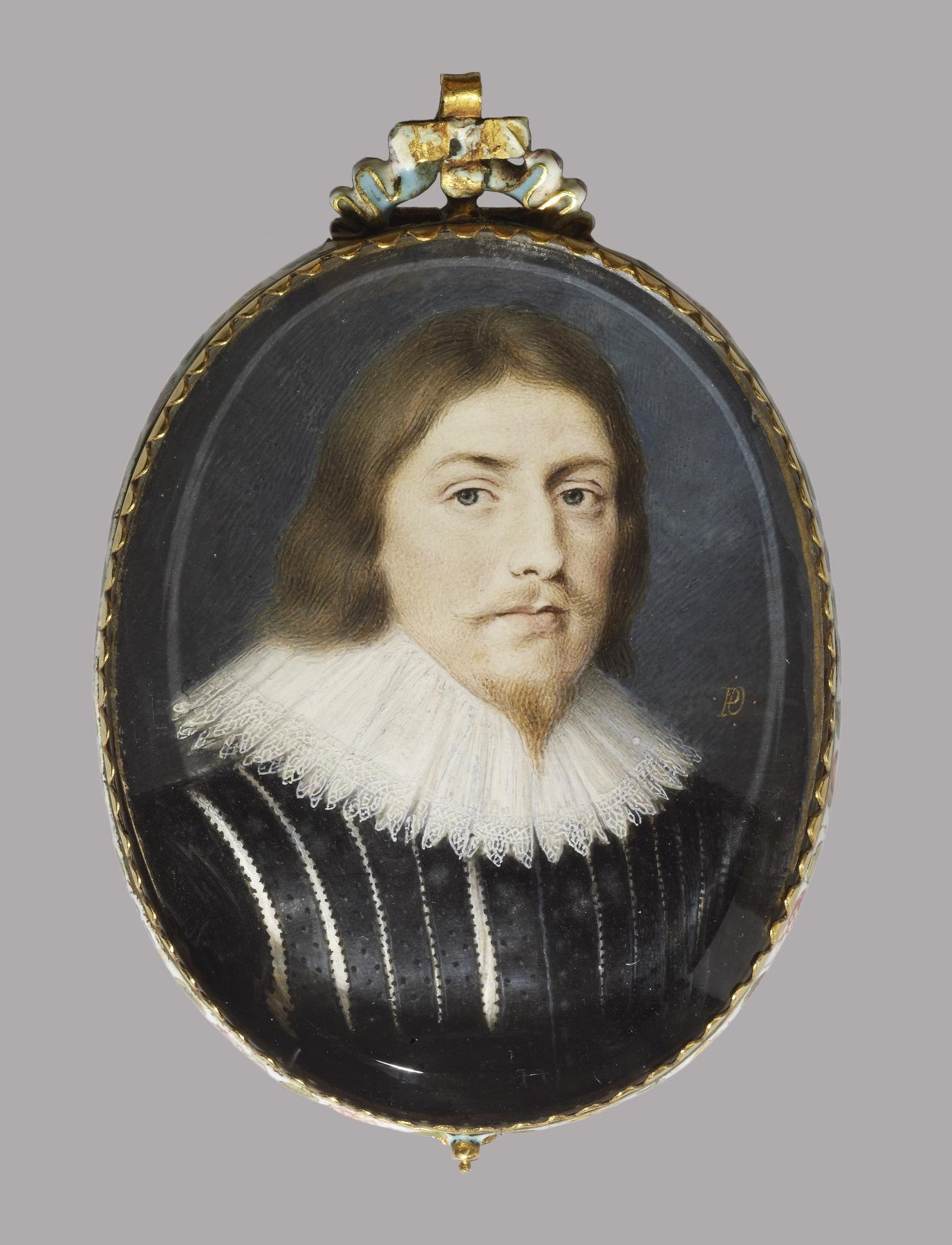
ピーター・オリバーが制作した初代ボルチモア男爵ジョージ・カルヴァートのミニアチュールの肖像画。1615年から1620年頃。ウォルターズ美術館所蔵。

ピーター・オリバー（英: Peter Oliver, 1594年 - 1648年12月）は、イギリスのミニアチュール画家である。

## 生涯
ミドルセックスのアイルワースに、フランス出身のイギリスの肖像画のミニアチュール画家アイザック・オリバーと、おそらく彼の最初の妻との間に長男として生まれた。ピーターの他の兄弟たちは父アイザックが死去した時点でまだ未成年であったことから、後妻との間に生まれた子供たちと考えられている。
アイザックは亡くなったとき、ピーターが父の芸術を学んで身を立てることを望み、未完成の素描を彼に残したという。父の工房に学び、宮廷画家ダニエル・マイテンスなどに影響を受け、より自然主義的で柔かい作風を作り出したピーターは父より優れた画家となり、その作品は王室の内外から求められた。特に注目されるのは1620年代から制作を始めたオールド・マスターの有名な絵画の一連の水彩画による複製である。これらのほとんどはイングランド国王の強い要望によって制作され、そのうちの7作品はいまなおウィンザー城のロイヤル・コレクションに残されている。彼の素描のいくつかは現存しており、ダービー伯爵のコレクションには彼の手帳のページが残されている。彼の最も重要な作品は、現在はエクセター侯爵に属している初代モンタギュー子爵アンソニー・ブラウンの3人の孫とその使用人を描いた肖像画であり、ウェルベック修道院、モンタギュー・ハウス、シャーボーン城、ミンリーマナー、ビーバー城、そしてオランダの女王ウィルヘルミナのプライベートコレクションに、彼が制作した優れたミニアチュールが保存されている。
ピーターは父親と同じくアイルワースに住み、ロンドンで死去。死後はブラックフライアーズのセント・アンズで父の隣に埋葬された。国王チャールズ2世はピーターの未亡人から画家が残した多くの作品を購入した。